# Thân vương quốc Catalunya
Công quốc Catalunya hay Thân vương quốc Catalunya (tiếng Catalunya: Principat de Catalunya, tiếng Latinh: Principatus Cathaloniæ, tiếng Occitan: Principautat de Catalonha, tiếng Tây Ban Nha: Principado de Cataluña), là một vùng đất của lịch sử và một thực thể chính trị thời Trung cổ và hiện đại hiện đại và nhà nước ở bán đảo Iberia phía đông bắc, chủ yếu là vùng thuộc địa của vùng Catalunya, ở Tây Ban Nha, với một phần liền kề ở miền Nam nước Pháp. Giữa thế kỷ 13 và thế kỷ 18, với vương quốc Aragon về phía tây, Vương quốc Valencia về phía Nam, Vương quốc Pháp và lãnh địa Andorra về phía bắc và biển Địa Trung Hải về phía Đông.
Các tài liệu đầu tiên đề cập đến Catalunya và người Catala xuất hiện trong Liber maiolichinus de gestis Pisanorum illustribus, một biên niên Pisan (viết giữa năm 1117 và năm 1125) của cuộc chinh phục Menorca bởi một lực lượng chung gồm người Ý, người Catala, và người Occita. Vào thời điểm đó, Catalunya vẫn chưa có mặt như một thực thể chính trị, mặc dù việc sử dụng thuật ngữ này dường như thừa nhận Catalunya là một thực thể văn hoá hay địa lý.
Các quận hạt mà cuối cùng tạo thành Công quốc của Catalunya đã dần dần được thống nhất dưới sự cai trị của đế chế Barcelona. Năm 1137, Hạt Barcelona và Vương quốc Aragon được thống nhất dưới một triều đại, tạo ra những gì các sử gia hiện đại gọi Vương triều Aragon; tuy nhiên, Aragon và Catalonia vẫn giữ được cấu trúc chính trị và truyền thống pháp lý của họ. Vì những khác biệt về mặt pháp lý và việc sử dụng ngôn ngữ khác nhau - tiếng Aragon và tiếng Catala-một sự thừa nhận chính thức của các hạt Canada là một thực thể chính trị riêng biệt với các thể chế, luật và cộng đồng chính trị của chính nó đã trở thành cần thiết.
Dưới thời Alfons the Troubador (trị vì giai đoạn 1164-1196), Catalunya được coi là một thực thể hợp pháp lần đầu tiên. Tuy nhiên, thuật ngữ của xứ Catalonia đã không được sử dụng hợp pháp cho đến thế kỷ 14, khi nó được áp dụng cho các lãnh thổ do các triều đình Catalonia quản lý.
Thuật ngữ "Công quốc Catalunya" vẫn được sử dụng cho đến khi Đệ nhị Cộng hòa Tây Ban Nha, khi việc sử dụng nó bị từ chối vì quan hệ lịch sử của nó đối với chế độ quân chủ. Ngày nay, thuật ngữ Principat (Principality) được sử dụng chủ yếu bởi các nhà quốc gia Catalan để tham khảo cộng đồng tự trị của Catalonia, khác với các xứ Catalan khác.